# إدين سليموفيتش
إدين سليموفيتش (بالصربية: Един Селимовић)‏ هو لاعب كرة قدم صربي في مركز الوسط، ولد في 28 يناير 1991 في نوفي بازار في صربيا. لعب مع FK Berane ‏.

## وصلات خارجية
- إدين سليموفيتش على موقع قاعدة بيانات كرة القدم.إي يو (الإنجليزية)
- إدين سليموفيتش على موقع Soccerway.com (الإنجليزية)